# Изолированная система (термодинамика)
Изолированная система (термодинамика) — термодинамическая система, которая не обменивается с окружающей средой ни веществом, ни энергией. В термодинамике постулируется (как результат обобщения опыта), что изолированная система постепенно приходит в состояние термодинамического равновесия, из которого самопроизвольно выйти не может (нулевое начало термодинамики).
Адиабатически изолированная система — термодинамическая система, которая не обменивается с окружающей средой энергией в форме теплоты. Изменение внутренней энергии такой системы равно производимой над ней работе. Всякий процесс в адиабатически изолированной системе называется адиабатическим процессом.
На практике относительная адиабатическая изоляция достигается заключением системы в адиабатическую оболочку (например, сосуд Дьюара). Реальный процесс может также считаться адиабатическим, если он протекает достаточно быстро, так, что за короткое время теплообмен с окружающими телами пренебрежимо мал.
Замкнутая система (термодинамика) — термодинамическая система, изолированная в механическом отношении, то есть не способная к обмену энергией с внешней средой путем совершения работы.